# Великобритания на летних Олимпийских играх 1948
На летних Олимпийских играх 1948 года Великобританию представляли 398 спортсменов (331 мужчина, 68 женщин). Они завоевали 3 золотых, 14 серебряных и 6 бронзовых медалей, что вывело сборную на 12-е место в неофициальном командном зачёте.

## Медалисты
| Медаль  | Спортсмен | Вид спорта           | Дисциплина                             |
| ------- | --- | -------------------- | -------------------------------------- |
| Золото  | Ричард Бернелл Берт Бушнелл | Академическая гребля | Мужчины, двойки парные                 |
| Золото  | Джек Уилсон Рэн Лори | Академическая гребля | Мужчины, двойки распашные без рулевого |
| Золото  | Стюарт Моррис Дэвид Бонд | Парусный спорт       | Класс «Ласточка»                       |
| Серебро | Элистер Маккоркводэйл Джек Грегори Кеннет Джоунс Джон Арчер | Лёгкая атлетика      | Мужчины, эстафета 4×100 м              |
| Серебро | Том Ричардс | Лёгкая атлетика      | Мужчины, марафон                       |
| Серебро | Дороти Мэнли | Лёгкая атлетика      | Женщины, 100 м                         |
| Серебро | Одри Уильямсон | Лёгкая атлетика      | Женщины, 200 м                         |
| Серебро | Морин Гарднер | Лёгкая атлетика      | Женщины, 80 м с барьерами              |
| Серебро | Дороти Одам | Лёгкая атлетика      | Женщины, прыжки в высоту               |
| Серебро | Джон Райт | Бокс                 | Мужчины, до 73 кг                      |
| Серебро | Дональд Скотт | Бокс                 | Мужчины, до 80 кг                      |
| Серебро | Роберт Мейтленд Иан Скотт Гордон Томас | Велоспорт            | Мужчины, командная гонка по шоссе      |
| Серебро | Реджинальд Харрис | Велоспорт            | Мужчины, спринт                        |
| Серебро | Реджинальд Харрис Алан Бэннистер | Велоспорт            | Мужчины, тандем                        |
| Серебро | Боб Эдлард Норман Борретт Дэйв Броди Рональд Дэвис Уильям Гриффитс Фредерик Линдсей Уильям Линдсей Джон Пик Фрэнк Рейнолдс Джордж Сайм Микки Уолфорд Нейл Уайт | Хоккей на траве      | Мужчины                                |
| Серебро | Кристофер Бартон Майкл Лапейдж Гай Ричардсон Пол Берчер Пол Мэсси Чарльз Ллойд Джон Мейрик Альфред Меллоус Джек Дирлов                                         | Академическая гребля | Мужчины, восьмёрки                     |
| Серебро | Джулиан Крюс | Тяжёлая атлетика     | Мужчины, до 56 кг                      |
| Бронза  | Теренс Джонсон | Лёгкая атлетика      | Мужчины, ходьба 50 км                  |
| Бронза  | Томми Годвин | Велоспорт            | Мужчины, гит                           |
| Бронза  | Томми Годвин Уилфрид Уотерс Алан Гелдард Дэвид Рикеттс | Велоспорт            | Мужчины, командная гонка преследования |
| Бронза  | Гарри Ллевеллин Генри Николл Артур Карр | Конный спорт         | Конкур, командное первенство           |
| Бронза  | Кэтрин Гибсон | Плавание             | Женщины, 400 м вольным стилем          |
| Бронза  | Джеймс Холлидей | Тяжёлая атлетика     | Мужчины, до 67,5 кг                    |

## Результаты соревнований

### Академическая гребля
Соревнования по академической гребле на Олимпийских играх 1948 года проходили в гребном центре в Хенли-он-Темс, где ежегодно проводятся соревнования Королевской регаты. Из-за недостаточной ширины гребного канала в одном заезде могли стартовать не более трёх лодок. В следующий раунд из каждого заезда проходили только победители гонки.
Мужчины
| Соревнование | Спортсмены           | Предварительный заезд | Предварительный заезд | Предварительный заезд | Отборочный заезд | Отборочный заезд | Отборочный заезд | Полуфинал | Полуфинал | Полуфинал | Финал                | Финал                |
| Соревнование | Спортсмены           | Заезд                 | Время                 | Место                 | Заезд            | Время            | Место            | Заезд     | Время     | Место     | Время                | Место                |
| ------------ | -------------------- | --------------------- | --------------------- | --------------------- | ---------------- | ---------------- | ---------------- | --------- | --------- | --------- | -------------------- | -------------------- |
| одиночки     | Энтони Роу           | 2                     | 7:30,5                | 1 Q                   | не участвовал    | не участвовал    | не участвовал    | 2         | 8:23,8    | 3         | завершил выступление | завершил выступление |
| двойки       | Джек Уилсон Рэн Лори | 2                     | 7:20,3                | 1                     | не участвовали   | не участвовали   | не участвовали   | 3         | 8:05,9    | 1 Q       | 7:21,1               | 1                    |